# Thorogummite
La thorogummite è un minerale.